# Jurisdicción de Lara
Jurisdicción de Lara és un municipi de la província de Burgos a la comunitat autònoma de Castella i Lleó. Forma part de la Comarca de la Sierra de la Demanda. Inclou les pedanies de La Aceña, Lara, Paúles i Vega de Lara.

## Demografia
| 1991 |  | 1996 |  | 2001 |  | 2004 |
| ---- |  | ---- |  | ---- |  | ---- |
| 61   |  | 84   |  | 62   |  | 59   |